# كامل حسن المقهور
كامل حسن المقهور (1935 – 2002) كاتب وقاص ليبي وأمين (وزير) نفط أسبق ومستشار قانوني وديبلوماسي راحل.

## نشأته
ولد في 1935 بمحلة الظهرة بمدينة طرابلس من أسرة ميسورة الحال، أتم كامل المقهور دراسته الابتدائية في مدرسة المحلة «مدرسة الظهرة» بمدينة طرابلس، سافر كامل المقهور صبياً يافعاً إلى القاهرة، وسرعان ما بدأ يكتب القصص القصيرة التي لاقت طريقها إلى النشر في مجلات القاهرة الأدبية.
كان المقهور متميزاً بين أقرانه في مدرسة بنبا قادن الثانوية فكان ترتيبه الأول، وكان أستاذه الجزائري الأصل يرى فيه نبوغ المغرب العربي في مشرقه.
شق كامل المقهور طريقه واثقاً إلى كلية الحقوق التي أختارها والده ولم يخترها هو.. إذ كان يحلم بأن يكون مهندساً معمارياً.
وبحصوله على درجة الليسانس في الحقوق في عام 1957، سافر بعد ذلك مع زملاء له إلى باريس في دورة دراسية، إلا أنه وبناء على نصيحة أستاذه الفرنسي الذي قال له أن بلاده الفتية بحاجة إليه وإلى أمثاله للنهوض بها في تلك الفترة، عاد إلى بلده.

## تاريخه المهني
كان مدافعاً عن المساجين السياسيين في قضايا البعثيين والقوميين. ثم بعد قيام الثورة كان مدافعاً عن رجالات عهد ولىّ كانوا يرون فيه يسارياً،
قدم عصارة علمه وجهده في لجان مراجعة التشريعات النافذة وبما يتلاءم مع الشريعة الإسلامية، وشارك في مفاوضات الإجلاء، ومفاوضات تأميم النفط ومفاوضات الوحدة بين ليبيا ومصر والسودان مستشاراً قانونياً.
تولى منصب مستشار في المحكمة العليا، وفي بداية السبعينيات، تولى منصب ممثل ليبيا الدائم في الأمم المتحدة وسفيراً غير مقيم لدى كندا. وشارك مشاركة فعالة في أن تتبنى الأمم المتحدة اللغة العربية لغة رسمية من بين لغاتها، وفي أن تصبح فلسطين عضواً مراقباً لدى الأمم المتحدة.. وكانت دول عدم الانحياز والعالم الثالث في أوج عنفوانها.
ثم عين بعد ذلك سفيراً في فرنسا وكانت العلاقات الليبية الفرنسية تمر بأزمات متقطعة بسبب الحرب الأهلية في تشاد، إلا أن تلك الفترة شهدت أول زيارة لجاك شيراك رئيس الوزراء الفرنسي آنذاك إلى ليبيا.
ثم كان أول سفيراً لليبيا في الصين حيث افتتح أول سفارة ليبية هناك.
وسم بوسام العمل الصالح في عام 1978 "تقديراً لإعماله المنتجة والمتصفة بالإتقان لصالح الوطن
رئيس فريق المحامين في الدعوى التي رفعتها ليبيا ضد تشاد أمام محكمة العدل الدولية والتي وضعت حداً لحرب دارت رحاها على مشارف ليبيا. وضع مع معاونين له الطلب الليبي ضد كل من بريطانيا والولايات المتحدة في الدعويين اللتين رفعتا حول النزاع الذي نشب عقب حادث لوكربي والمعروفة بـدعوى «تفسير وتطبيق اتفاقية منتريال».
اختير أميناً للنفط، وهو الذي نأى بهذه الأمانة عن السياسة وجعل منها أمانة فنية بمعنى الكلمة.. وقد نتج عن نهجه هذا أن اختير بالإجماع أميناً لمؤتمر وزراء الدول الأعضاء في منظمة الأوبك لأول مرة من قبل وزراء دول كانت تشهد علاقاتها مع ليبيا فتوراً.
أختير ليساهم في فتح صفحة جديدة في العلاقات الليبية المغربية أسفرت عن وضع لبنة الاتحاد المغاربي بتأسيس الاتحاد العربي الأفريقي (اتفاقية وجده). ووسم بوسام العرش من درجة قائد من المملكة المغربية.
في عام 1986 أنتقل المقهور إلى الخارجية أميناً لها ولمدة سنة.
كما ساهم في فترة لاحقة في وضع اتفاقية دول المغرب العربي بملاحقها في مراكش بصفته عضو في اللجنة القانونية.
وعين بمرسوم ملكي عضو في أكاديمية المملكة المغربية، وكان أول شخصية ليبية يعين في الأكاديمية المغربية
أنهى حياته المهنية برئاسة الوفد القانوني المفاوض لدى الأمم المتحدة لحل أزمة لوكربي، ثم تولى رئاسة الفريق القانوني في دعوى لوكربي أمام المحكمة الاسكتلندية في لاهاي

## التدرج الوظيفي
- مساعد المستشار القانوني بإدارة الفتوى والتشريع / ولاية طرابلس الغرب 1959.
- محام 1959 - 1969.
- عضو في أول نقابة للمحامين 2 ديسمبر 1965.
- مستشار بمحكمة استئناف طرابلس 1969.
- مستشار بالمحكمة العليا أواخر عام 1969 - مايو 1971.
- عاد لممارسة مهنة المحاماة 1971 - أغسطس 1972.
- مندوب ليبيا الدائم لدى الأمم المتحدة وسفير ليبيا غير المقيم بكندا 6/12/1972.
- سفير ليبيا بفرنسا 1975.
- رئيس لجنة المنازعات النفطية المتعلقة بقوانين تأميم 1978.
- سفير ليبيا لدى جمهورية الصين الشعبية 1979.
- وكيل ليبيـا أمام محكمة العدل الدولية في قضية الجرف القاري بين ليبيا وتونس 1980
- عين مستشاراً بالمحكمة العليا 1982.
- أمين النفط 16 / 3 / 1982.
- رئيـس الاجتماع الوزاري لمنظمة الاوبك، والمشرف على أعمال أمانة المنظمة 1983.
- الأمين العام المساعد ل الاتحاد العربي الإفريقي 1984.
- رئيس لجنة دراسة موضوع حدود الجماهيرية مع الجزائر 1984.
- أمين اللجنة الشعبية للمكتب الشعبي للاتصال الخارجي 16 / 3 / 1986 (وزير الخارجية).
- مستشار قانوني 1987.
- عضو مجلس إدارة مصرف ليبيا المركزي.
- عضو الجمعية العمومية للشركة العربية الليبية للاستثمارات الخارجية.
- محام 1990 حتى تاريخ وفاته.
- ترأس لجنة الدفاع عن الجماهيرية أمام محكمة العدل الدولية في دعوى الخلاف الترابي بين الجماهيرية وتشاد.
- عضو أكاديمية المملكة المغربية 1990 (المغرب).
- عضو مجلس وزراء الخارجية السابقين (موسكو)
- عضو اللجان المتعلقة بتعديل القوانين بما يتفق مع الشريعة الإسلامية.
- عضو اللجنة القانونية لوضع مشروع الاتحاد العربي.
- عضو اللجان القانونية لوضع مشروع دستور الوحدة بين الجماهيرية وتونس.
- عضو اللجان القانونية الخاصة بإعداد اتفاقية الاتحاد العربي / الإفريقي.
- عضو اللجنة القانونية الخاصة بإعداد اتفاقية اتحاد المغرب العربي.
- عضو اللجنة المكلفة بإعداد مشروع الدستور.
- شارك في صياغة الكثير من القوانين والمعاهدات والاتفاقيات.
- اشرف على اللجان القانونية الخاصة بقوانين التأميم في قطاع النفط والمنازعات الدولية المتعلقة بها.
- شارك في اجتماعات الدورة الخامسة عشر لمجلس المحافظين لبرنامج الأمم المتحدة للتنمية في 21 / 1 / 1973.
- شارك في اجتماع لجنة الوزراء الاثنى عشر الذي انعقد بمقر الأمانة العامة لجامعة الدول العربية بالقاهرة 21 / يونيو 1975.
- حضر اجتماعات الدورة الاستثنائية للجمعية العامة للأمم المتحدة التي عقدت في 9/9/1975.
- رأس الوفد الليبي المشارك في الحوار العربي الذي عقد في القاهرة في 15 / 1 / 1977.
- شـارك ممثلاً للجماهيرية العظمى في مناقشات تعديل ميثاق جامعة الدول العربية بتونس 1989.
- شارك خبيراً في الفريـق الخـاص بصياغة مشروع النظام الأساسي لمحكمة العدل العربية بتونس 1990.
- مثل الجماهيرية في العديـد من المؤتمرات الدولية، وترأس وفدها في المؤتمر الخامس لمؤتمر الدول الإسلامية الذي انعقد في الكويت عام 1987.
- مثل الجماهيرية في مؤتمر وزراء خارجية دول عدم الانحياز بنيودلهى 1986 وعضو الوفد الليبي في المؤتمر.
- ترأس وفد الجماهيرية في مؤتمر الأمم المتحدة بإنشاء محكمة جنائية دولية بروما 1998.
- عضو اللجنة التحضيرية لجائزة الفاتح للفنون والآداب 1995.
- عضو مجمع اللغة العربية بالجماهيرية 1998.
- تولى رئاسة الفريق المفاوض مع الأمم المتحدة لإيجاد حل لموضوع لوكربي.
- ترأس فريق الدفاع عن المواطنيين الليبيين أمام المحكمة الاسكتلندية في هولندا.

توفي في 4 يناير 2002 بإيطاليا، بعد صراع مع المرض، ودفن في طرابلس في 5 يناير 2002 بمقبرة سيدي بوكر منطقة «الظهرة».

## إصداراته
- 14 قصة من مدينتي. (مجموعة قصص)
- الأمس المشنوق. (مجموعة قصص)
- هيمنة القرون الأربعة. (مقالات)
- محطات (سيرة شبه ذاتية)
- حكايات من المدينة البيضاء،(مجموعة قصص)
- عن الثقافة وهموم الناس. (منوعات)
- يا سمي صبي المي (مجموعة قصصية)
- نصوص (مقالات)
- قصص (مجموعة قصصية)، نشرت بعد وفاته.
- كما صدرت له المجموعة الكاملة عن دار الرواد للنشر.